# Сильный, Йозеф
Йозеф Сильный (чеш. Josef Silný; 23 января 1902, Кромержиж, Австро-Венгрия — 18 мая 1981, Чехословакия) — чехословацкий футболист, нападающий. Серебряный призёр чемпионата мира 1934 года. Первый футболист, забивший 100 мячей в чехословацкой лиге.

## Карьера игрока

### Клубная
Родился 23 января 1902 года в городе Кромержиж, Австро-Венгрия (сейчас Чехия). Воспитанник футбольной школы клуба «Ганацка Славия» (SK Hanácká Slavia Kroměříž). Взрослую футбольную карьеру начал в 1920 году в основной команде родного клуба, провел три сезона.
На протяжении 1923—1926 годов защищал цвета «Славии». За это время стал чемпионом страны и однажды выиграл кубок. В 1926 году переходит в состав основного конкурента «Славии» — «Спарту». Сыграл за пражскую команду следующие семь сезонов, выиграв два чемпионских титула, а также кубок Митропы и кубок Средней Чехии. Кроме того, в 1931 году Сильный стал лучшим бомбардиром чемпионата с 18 голами. В различных турнирах и товарищеских встречах провел за «Спарту» 379 игр (375 забитых мячей).
В 1933 году перебрался во Францию, где в течение сезона выступал за клуб «Спортинг» (Ним), но вскоре вернулся на родину в «Богемианс». Первый игрок, которому удалось забить в чемпионате Чехословакии сто мячей, а всего — 113. Завершал профессиональную игровую карьеру в клубе «Ганацка Славия», в составе которого и начинал карьеру. Вторично Сильный пришёл в команду в 1935 году, защищал её цвета до прекращения выступлений на профессиональном уровне в 1940 году.

### В сборной
За национальную сборную дебютировал 28 октября 1925 года, в Праге чехословацкие футболисты победили сборную Югославии (7:0). На счету Йозефа Сильного — два забитых мяча в дебютном матче. В составе сборной был участником чемпионата мира 1934 года, где вместе с командой завоевал «серебро». В Италии выходил на поле в первом матче против сборной Румынии (2:1).
На протяжении карьеры в национальной команде, которая длилась 10 лет, провел в форме главной команды страны 50 матчей, забив 28 мячей. Из них десять забил в ворота сборной Югославии.

## Карьера тренера
Начал тренерскую карьеру в 1935 году, став играющим тренером родного клуба «Ганацка Славия». Опыт тренерской работы ограничился этим клубом.
Умер 15 мая 1981 года на 80-м году жизни.

## Достижения
- Серебряный призёр чемпионата мира: 1934
- Чемпион Чехословакии (3): 1925, 1926/27, 1931/32
- Обладатель Кубка Чехословакии (2): 1926, 1931
- ОбладательКубка Митропы: 1927